# Federación Europea de Sociedades Filatélicas
La Federación Europea de Sociedades Filatélicas (Federation of European Philatelic Associations, FEPA) es la organización que reúne a las federaciones de sociedades filatélicas nacionales europeas miembros de la Federación Internacional de Filatelia, incluyendo la Federación Filatélica de Israel. También está abierta a los países del norte de África aunque en la actualidad sólo la Federación Filatélica Libia es miembro.
Se fundó en 1989 y tiene como objetivo coordinar las actividades de las diferentes asociaciones, promover y estimular el coleccionismo entre los jóvenes. La FEPA no tiene sede permanente, haciendo de sede en el país dónde reside su presidente, actualmente el portugués Pedro Vaz Pereira. Su órgano de comunicación es el boletín FEPA News. El idioma oficial de FEPA es el inglés.
La FEPA tiene sus propias normas y regulacións para las exposiciones filatélicas que organiza, conocidas como FREGEX, y que también se aplican a las Federaciones Nacionales integradas en ella.